# Labeobarbus kimberleyensis
Labeobarbus kimberleyensis är en fiskart som först beskrevs av John Dow Fisher Gilchrist och Thompson, 1913.  Labeobarbus kimberleyensis ingår i släktet Labeobarbus och familjen karpfiskar. IUCN kategoriserar arten globalt som nära hotad. Inga underarter finns listade i Catalogue of Life.